# Fubuki
Il Fubuki (吹雪? lett. "Tempesta di neve"), sino al 1º agosto 1928 denominato 35-Gō kuchikukan (第35駆逐艦? lett. "cacciatorpediniere Numero 35"), è stato un cacciatorpediniere della Marina imperiale giapponese, prima ed eponima unità della stessa classe. Fu varato nel novembre 1927 dal cantiere di Maizuru.
Appartenente all'11ª Divisione, nei primi mesi della guerra nell'Oceano Pacifico fornì protezione ai convogli che sbarcarono le truppe della 25ª Armata in Malaysia e Borneo britannico; fu quindi aggregato al gruppo occidentale per l'invasione di Giava e combatté senza riportare danni nella battaglia dello Stretto della Sonda. In marzo e aprile operò nell'Oceano Indiano, quindi tornò in patria a fine mese. Revisionato, scortò la 1ª Flotta alla battaglia delle Midway (4-6 giugno). Distaccato per operazioni di scorreria nell'Oceano Indiano, in agosto fu precipitosamente ridestinato al fronte delle isole Salomone per partecipare alla campagna di Guadalcanal: cannoneggiò alcune volte Henderson Field e completò svariate missioni del Tokyo Express. L'11 ottobre accompagnò la 6ª Divisione incrociatore per un programmato cannoneggiamento in forze delle piste, ma la formazione fu sorpresa da una più numerosa statunitense; il Fubuki fu presto devastato da numerose granate, esplose e affondò con quasi metà dell'equipaggio, incluso il comandante.

## Servizio operativo

### Costruzione
Il cacciatorpediniere Fubuki fu ordinato nell'anno fiscale edito dal governo giapponese nel 1923, inizialmente con la denominazione "cacciatorpediniere Numero 35" (35-Gō kuchikukan in lingua giapponese). La sua chiglia fu impostata nel cantiere navale di Maizuru il 19 giugno (o il 16 giugno) 1926 e il varo avvenne il 15 novembre 1927; fu completato il 10 agosto 1928 e il 1º agosto, intanto, aveva assunto il suo nome definitivo, avendo la Marina imperiale abbandonato alla data il sistema di nomenclatura del naviglio leggero con soli numeri.

### 1941-1942
Tra il 1940 e il 1941 il Fubuki era passato al comando del capitano di corvetta Shizuo Yamashita e con lo Hatsuyuki e lo Shirayuki aveva formato l'11ª Divisione, dipendente dalla 3ª Squadriglia della 1ª Flotta. Il 20 novembre 1941 seguì la divisione d'appartenenza e l'intera 3ª Squadriglia da Kure a Samah sull'isola di Hainan, raggiunta il 26. Il 4 dicembre fu assegnato con i cacciatorpediniere gemelli alla scorta della 7ª Divisione incrociatori (Mogami, Mikuma, Suzuya, Kumano), a sua volta costituente la copertura a distanza degli sbarchi a Kota Bharu, in Malaysia, nel Borneo britannico e alle isole Anambas. Il 10 gennaio 1942 fu distaccato con l'Asakaze e l'Hatakaze nel salvataggio dei superstiti del trasporto Akita Maru, vittima di un sommergibile nemico; il 27 contribuì invece, con lo Shirayuki, l'Asagiri, lo Yugiri e l'ammiraglia dello squadrone Sendai alla distruzione del cacciatorpediniere HMS Thanet vicino a Endau. Dal 13 al 18 febbraio operò assieme alle formazioni che sbarcarono truppe sull'isola di Bangka e poi a Palembang, venendo coinvolto con l'Asagiri e l'incrociatore leggero Yura nella cattura o affondamento di sette unità alleate. Aggregato dunque al gruppo occidentale del viceammiraglio Jisaburō Ozawa per l'invasione di Giava, nella notte tra il 28 febbraio e il 1º marzo combatté nella breve battaglia dello Stretto della Sonda, al cui inizio lanciò una salva di siluri che, però, mancarono le unità australiano-statunitensi e provocarono l'affondamento di tre trasporti giapponesi sottocosta. Ricerche recenti hanno comunque suggerito che gli ordigni appartenessero al Mogami, responsabile dunque del disastroso episodio di fuoco amico. Il 12 marzo il Fubuki seguì la squadra di appoggio del viceammiraglio Ozawa, che dapprima vigilò su un altro sbarco a Sumatra, poi penetrò nell'Oceano Indiano e occupò con facilità le Andamane il 23: il Fubuki fece base a Port Blair, condusse ricognizioni e servizio di scorta, infine rientrò a Singapore; poi il 13, con i cacciatorpediniere gregari, fece rotta per Kure, raggiunta il 22 dopo una tappa alla baia di Cam Ranh e dove fu revisionato. Nel frattempo l'11ª Divisione era passata alle dipendenze della 1ª Flotta, che accompagnò nel corso della battaglia delle Midway (4-6 giugno), senza però avervi parte.
Tornata in patria, la divisione scortò un convoglio sino alle isole Amami Ōshima e dal 2 al 16 condusse in loco pattugliamenti anti-sommergibile; il 17 ebbe ordine di recarsi a Mergui, in Birmania, per future operazioni nell'Oceano Indiano. Raggiunse la destinazione il 31 dopo aver fatto tappa alla base militare di Mako e a Singapore, ma l'8 agosto fu dirottata a Guadalcanal, dove marine statunitensi erano sbarcati d'improvviso il giorno prima. Il Fubuki guidò i gemelli sino a Davao, lasciata il 19 agosto di scorta a un convoglio recante a bordo truppe: tutte le unità giunsero alla base aeronavale di Truk il 23 e l'11ª Divisione proseguì poco dopo per la piazzaforte di Rabaul, toccata il 27 agosto. Subito il Fubuki e i cacciatorpediniere gregari furono incaricati di proteggere il trasporto Sado Maru in partenza per le isole Shortland, che furono raggiunte in sicurezza il 29. La divisione effettuò quindi il trasporto veloce di nuclei di fanteria all'isola contesa. Il Fubuki completò altre missioni di trasporto il 31 agosto, il 5 settembre e l'8 settembre; il 2 e il 12 settembre si portò vicino alla testa di ponte statunitense e ne bombardò brevemente le posizioni, rispettivamente per coprire il posamine Tsugaru e appoggiare i reparti nipponici all'offensiva. Il 13 e il 14 settembre ripeté l'operazione, alternandosi con il Suzukaze, il Sazanami e l'Ushio, quindi il 16 completò una missione di trasporto truppe e tre altre nella prima metà di ottobre.

### L'affondamento
All'inizio di ottobre l'8ª Flotta di stanza a Rabaul organizzò un'importante missione per recare artiglieria, munizioni e mezzi pesanti alla 2ª Divisione fanteria, da poco sbarcata su Guadalcanal; era previsto che nella notte dell'11-12 ottobre la 6ª Divisione incrociatori (Aoba, Kinugasa, Furutaka) bombardasse l'aeroporto in mani statunitensi, neutralizzandolo e permettendo lo scarico sicuro di due navi portaidrovolanti (Nisshin, Chitose) e sei cacciatorpediniere. La missione fu affidata al comandante della divisione contrammiraglio Aritomo Gotō, che aggregò il Fubuki e l'Hatsuyuki. Egli salpò il pomeriggio dell'11 e dopo poche ore fu localizzato da un quadrimotore Boeing B-17 Flying Fortress. Per impedire il passo ai giapponesi, il viceammiraglio Robert Ghormley distaccò il Task group 64 del contrammiraglio Norman Scott, appena giunto di scorta a un convoglio carico di truppe. Egli, con due incrociatori pesanti, due leggeri e cinque cacciatorpediniere, si portò a ovest di Guadalcanal e iniziò a pattugliare in linea di fila l'imbocco allo stretto tra l'isola e Savo. Con questa rotta, nonostante incertezze e incomprensioni derivate da una lettura errata dei segnali radar, fu capace di tagliare la "T" al contrammiraglio Gotō, che arrivò da nord-ovest con gli incrociatori in linea di fila, l'Hatsuyuki a babordo e il Fubuki a destra. Le unità nipponiche, sorprese dalle prime salve, deviarono bruscamente: lo Aoba, il Furutaka e il Fubuki dirottarono a destra e così si avvicinarono alla colonna americana. Appena prima della mezzanotte il Fubuki fu inquadrato dalle torri dell'incrociatore pesante USS San Francisco e colpito, s'incendiò, divenendo bersaglio di altre unità statunitensi. Alle 23:53 fu squarciato da un forte scoppio e sprofondò subito. Il mattino del 12 ottobre il cacciatorpediniere USS McCalla e un paio di dragamine trassero in salvo 109 naufraghi, tra i quali non era però presente il capitano Yamashita (secondo Millot, invece, solo tre furono i marinai nipponici recuperati).
Il 15 novembre 1942 il Fubuki fu depennato dalla lista del naviglio in servizio.